# White choco
Singles de LOVE
LOVE no Theme
(2007)
White choco est le 2e single de Ai Ōtsuka sous le pseudonyme LOVE sorti sous le label Avex Trax le 21 novembre 2007 au Japon. Il atteint la 70e place du classement de l'Oricon, et reste classé pendant 2 semaines, pour un total de 2 057 exemplaires vendus.
LOVE est un lapin créé par Ai Ōtsuka. White choco se trouve sur le mini album LOVE.It.

## Liste des titres
| 1. | White choco                | 4:41 |
| 2. | White choco (instrumental) | 4:39 |

| 1. | White choco |  |